# Fenixia
Fenixia é um género botânico pertencente à família Asteraceae.